# Frontflugspange

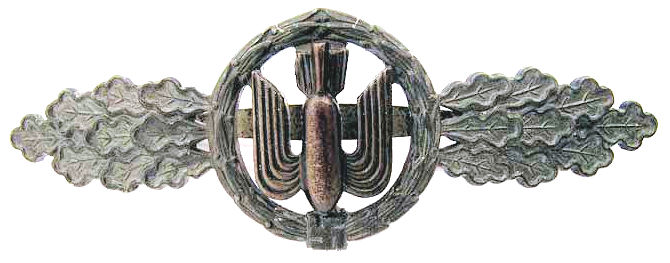
Frontflugspange für Kampf- und Sturzkampfflieger

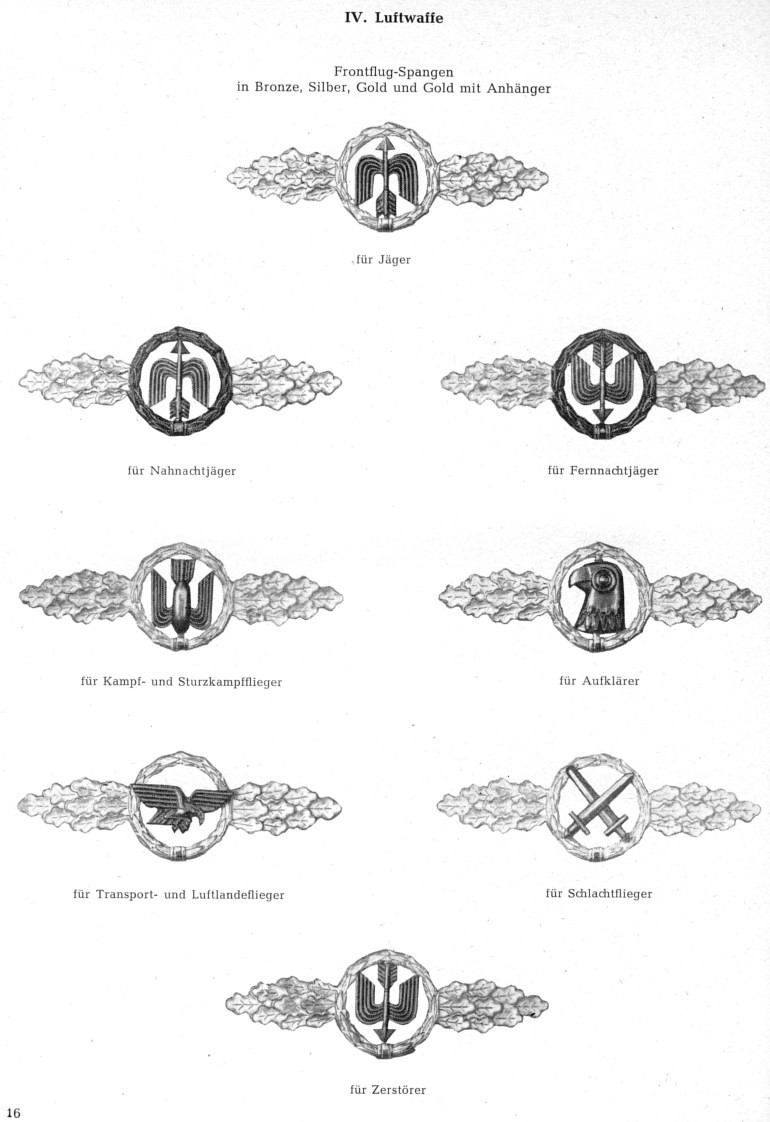
Übersicht über alle Frontflugspangen in der 57er Version

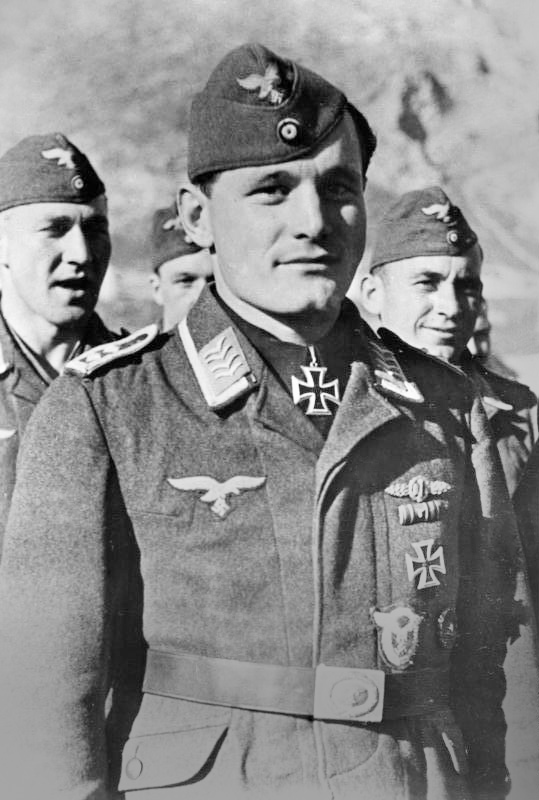
Oberfeldwebel und Ritterkreuzträger Richard Heller mit der Frontflugspange für Zerstörer

Die Frontflugspange wurde am 30. Januar 1941 durch den Oberbefehlshaber der deutschen Luftwaffe Hermann Göring gestiftet. Sie konnte in ihren verschiedenen Ausführungen an alle Angehörigen der Luftwaffe verliehen werden und sollte ein „sichtbares Zeichen der Anerkennung für Bewährung beim Fronteinsatz in der Luft“ sein, wie es in der Verleihungsbestimmung hieß.

## Verleihungsbedingungen
Die Auszeichnung gab es in verschiedenen Varianten, entsprechend dem Einsatzbereich des Beliehenen für:
- Jagdverbände
- Zerstörerverbände
- Schlachtverbände
- Kampf- und Sturzkampfverbände
- Aufklärungs- und Seenotverbände, Wettererkundungsstaffeln
- Transport- und Luftlandeverbände
- Nahnachtjagdverbände
- Fernnachtjagdverbände

Ab 20 Frontflügen wurde die Frontflugspange in Bronze, ab 60 Frontflügen in Silber und ab 110 Frontflügen in Gold verliehen. Bei der Verleihung einer nächsthöheren Stufe musste die bereits getragene Spange abgelegt werden. Trageweise der Auszeichnung war auf der linken Brusttasche, direkt über der Ordensschnalle.
Sehr häufig wurden im Verlauf des Krieges weit mehr als 110 Frontflüge absolviert. Daher fügte man am 26. Juni 1942 durch Befehl Görings den Anhänger (Stern) zur goldenen Frontflugspange hinzu, der unterhalb der Spange beweglich angebracht wurde. Dieser Anhänger wurde bei
- Jagd- und Transportverbänden nach mindestens 500,
- Sturzkampf-, Zerstörer- und Schlachtverbänden nach mindestens 400,
- Kampf-, Seenotverbänden und Wettererkundungsstaffeln nach mindestens 300
- Aufklärungs- und Nachtjagdverbänden nach mindestens 250 Frontflügen

verliehen.
Der „Anhänger zur goldenen Frontflugspange mit Einsatzzahl“ wurde am 29. April 1944 gestiftet. Damit zeichnete man individuelle Anzahlen von Frontflügen in 100er Schritten aus. Zugleich hatte Göring die Frontflugspange in Gold mit Brillanten eingeführt, deren Verleihung er sich aber selbst vorbehielt. Der Stukaflieger Oberst Hans-Ulrich Rudel flog 2530 Einsätze. Ihm wurde die Frontflugspange in Gold mit Brillanten und dem Anhänger mit der Einsatzzahl 2000 verliehen. Die zur Gestaltung der Einsatzzahl verwendeten „Brillanten“ erwiesen sich bei späterer Analyse in aller Regel als Fälschungen oder waren von sehr geringer Qualität, wie etwa eine Sichtung des Ordensnachlasses von Rudel ergab.

## Sonstiges
Laut Gesetz über Titel, Orden und Ehrenzeichen vom 26. Juli 1957 ist das Tragen der Auszeichnung in der Bundesrepublik Deutschland nur ohne nationalsozialistische Embleme gestattet.